# Морони, Меган
Меган Морони (Megan Ann Moroney, род. 9 октября 1997) — американская кантри-певица и автор-исполнитель.
На 58-й церемонии Country Music Association Awards (2024) получила награду в категории «Лучший новый исполнитель».

## Биография
См. также «Megan Moroney Biography» в английском разделе.
Морони родилась 9 октября 1997 года в Саванне, штат Джорджия. В детстве она начала слушать музыку в стиле кантри и научилась играть на фортепиано. Морони училась в средней школе Роберта С. Александра и участвовала в черлидинге и музыкальном театре. Учась в Университете Джорджии в Афинах по специальности «бухгалтерский учет», она открывала концерт Джона Лэнгстона и стажировалась у Кристиана Буша из группы Sugarland. Морони сама пишет/создает всю свою музыку. В университете она состояла в сестринстве Каппа Дельта. После окончания университета она переехала в Нэшвилл, в 2020 году, чтобы начать музыкальную карьеру. Она поддерживала контакт с Бушем, в результате чего он познакомил ее с другими авторами песен. В 2021 году она выпустила свой первый сингл «Wonder», после чего выпустила расширенную пьесу под названием «Pistol Made of Roses». Ее следующим синглом стал трек «Tennessee Orange» в 2022 году, продюсером которого выступил Буш.

## Дискография
См. также «Megan Moroney discography» в английском разделе.
| Название   | Детали                                              | Высшая позиция | Высшая позиция | Высшая позиция | Сертификации |
| Название   | Детали                                              | US             | US Country     | CAN            | Сертификации |
| ---------- | --------------------------------------------------- | -------------- | -------------- | -------------- | ------------ |
| Lucky      | - Релиз: 5 мая 2023 - Label: Sony Music Nashville   | 38             | 10             | —              | - RIAA: Gold |
| Am I Okay? | - Релиз: 12 июля 2024 - Label: Sony Music, Columbia | 9              | 3              | 36             |              |

## Награды и номинации

### CMT Music Awards
| Год  | Номинируемая работа | Категория                                 | Результат |
| ---- | ------------------- | ----------------------------------------- | --------- |
| 2023 | «Tennessee Orange»  | Female Breakthrough Video of the Year     | Победа    |
| 2023 | «Tennessee Orange»  | CMT Digital-First Performance of the Year | Номинация |
| 2024 | «I'm Not Pretty»    | Female Video of the Year                  | Номинация |
| 2024 | «I'm Not Pretty»    | CMT Digital-First Performance of the Year | Номинация |

### Academy of Country Music Awards
| Год  | Номинируемая работа  | Категория                     | Результат |
| ---- | -------------------- | ----------------------------- | --------- |
| 2023 | Megan Moroney        | New Female Artist of the Year | Номинация |
| 2024 | Megan Moroney        | New Female Artist of the Year | Победа    |
| 2024 | Megan Moroney        | Female Artist of the Year     | Номинация |
| 2024 | «Can’t Break Up Now» | Music Event of the Year       | Номинация |
| 2024 | «Tennessee Orange»   | Song of the Year              | Номинация |
| 2024 | «Tennessee Orange»   | Visual Media of the Year      | Номинация |

### Country Music Association Awards
| Год  | Номинируемая работа | Категория                   | Результат |
| ---- | ------------------- | --------------------------- | --------- |
| 2023 | Megan Moroney       | New Artist of the Year      | Номинация |
| 2023 | «Tennessee Orange»  | Song of the Year            | Номинация |
| 2024 | Megan Moroney       | New Artist of the Year      | Победа    |
| 2024 | Megan Moroney       | Female Vocalist of the Year | Номинация |
| 2024 | «I'm Not Pretty»    | Music Video of the Year     | Номинация |

### iHeartRadio Music Award
| Год  | Номинируемая работа | Категория               | Результат |
| ---- | ------------------- | ----------------------- | --------- |
| 2024 | Megan Moroney       | Best New Country Artist | Номинация |
| 2024 | Megan Moroney       | Social Star Award       | Номинация |
| 2024 | Lucky               | Favorite Debut Album    | Номинация |

### People’s Choice Country Awards
| Год  | Номинируемая работа                   | Категория                      | Результат |
| ---- | ------------------------------------- | ------------------------------ | --------- |
| 2024 | Megan Moroney                         | The Female Artist of 2024      | Ожидается |
| 2024 | «No Caller ID»                        | The Female Song of 2024        | Ожидается |
| 2024 | «Can’t Break Up Now» (с Old Dominion) | The Collaboration Song of 2024 | Ожидается |